# Молочай карпатський
Молоча́й карпа́тський (Euphorbia carpatica) — вид трав'янистих рослин з родини молочайні (Euphorbiaceae), ендемік східних Карпат.

## Опис
Багаторічна рослина 20–120 см завдовжки. Стебла розгалужені у верхній частині. Тригорішок 4.5–5 мм завдовжки і 2.8–3.1 мм завширшки. Насіння від зворотно-яйцюватого до еліптичного, 3–3.4 × 2–2.3 мм, поверхня гола й гладка, темно-коричнева.
Період цвітіння: червень — липень.

## Поширення
Ендемік східних Карпат (Угорщина, Польща, Словаччина, Румунія, Україна). Населяє болотисті й вологі місця.
В Україні вид зростає в гірських лісах, на узліссях і в чагарниках в субальпійському поясі; у Закарпатті спускається нижче — у Карпатах, крім Передкарпаття і Чивчино-Гринявських гір.